# Hydriastele nannostachys
Hydriastele nannostachys är en enhjärtbladig växtart som beskrevs av William John Baker och Adrian H.B. Loo. Hydriastele nannostachys ingår i släktet Hydriastele och familjen Arecaceae. Inga underarter finns listade i Catalogue of Life.